# Dybasia chiriquia
Dybasia chiriquia är en mångfotingart som först beskrevs av Loomis 1964.  Dybasia chiriquia ingår i släktet Dybasia och familjen Cleidogonidae. Inga underarter finns listade i Catalogue of Life.